# فوهات أركنو
فوهات أركنو (بالإنجليزية: Arkenu craters) هي زوج من الفوهات الصدمية المتآكلة ويقع على بعد نحو 700 كيلومترا غرب جبل أركنو في حوض الكفرة في ليبيا. يبلغ قطرهما 10 كيلومترات و6.8 كيلومتر.
يعتقد أن الفوهتين تشكلتا معا اثر اصطدام قوي أو ما يطلق عليه في الإنكليزية "Impact event" منذ ما لا يقل عن 140 مليون سنة خلت (في العصر الجوراسي أو ماقبله).

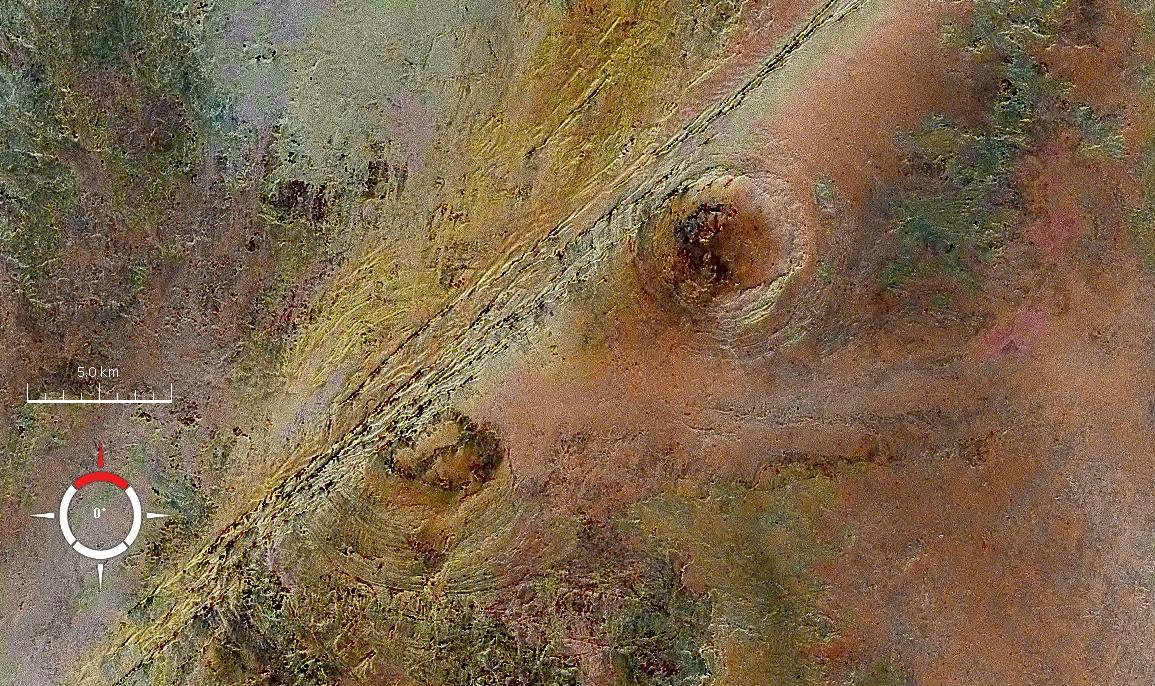
صورة "لاند سيت بروغرام" لفوهتي أركينو، الصورة التقطت من ناسا ورلد ويند.

## وصلات خارجية
- Earth Impact Database
- Satellite image of the region (من خرائط غوغل)